# Talavera minuta
Talavera minuta är en spindelart som först beskrevs av Banks 1895.  Talavera minuta ingår i släktet Talavera och familjen hoppspindlar. Inga underarter finns listade i Catalogue of Life.